# Ace of Angels (jeu vidéo)
Pour l’article homonyme, voir Ace of Angels (album).
Ace of Angels est un jeu vidéo de combat spatial développé et édité par les studios de Flying Rock Enterprises, sorti en 2002 sur PC.

## Système de jeu
Ace of Angels est un jeu de combat spatial massivement multijoueur. Le joueur a le choix parmi vingt vaisseaux différents dont il peut personnaliser plusieurs critères : arme, maniabilité, etc.

## Accueil
Le jeu a reçu le prix de l'Excellence technique à l'Independent Games Festival 2002.